# Il nido del ragno
Il nido del ragno és una pel·lícula de terror italiana de 1988 dirigida per Gianfranco Giagni.

## Argument
L'Alan Whitmore és un professor de religions orientals que és enviat a Budapest per investigar per què el seu col·lega, el professor Roth, ha deixat de tenir notícies seves. Withmore aconsegueix contactar amb ell i parlar amb ell poc abans que el professor sigui trobat penjat a la seva habitació. A partir d'aquell moment, Whitmore es veu embolicat en una sèrie de tractes turbis al voltant d'una misteriosa secta secreta.

## Repartiment
- Roland Wybenga: Professor Alan Whitmore
- Paola Rinaldi: Genèvieve Weiss
- Stéphane Audran: Senyora Kuhn
- Margareta von Krauss: Silvia Roth
- William Berger: home misteriós
- Claudia Muzi: Marta
- Bill Bolender:
- Arnaldo Dell'Acqua:
- Àtila Lote:
- John Morrison:
- Massimiliano Pavone:
- Valeriano Santinelli:

## Producció
Abans de treballar a la pel·lícula, el director Gianfrano Giagni va treballar a la ràdio i la televisió des de mitjans dels anys setanta. A més de dirigir videoclips, va crear el programa musical Mister Fantasy i va fer el curtmetratge Giallo e nero. Al productor Tonino Cervi li va agradar el curtmetratge de Giagni i li va oferir feina per dirigir el seu primer llargmetratge, la pel·lícula de terror Il nido del ragno.
El guió original de la pel·lícula va ser desenvolupat per Cervi, Riccardo Aragno i Cesare Frugoni, que datava uns anys abans que comencés la producció. Giagni va sentir que el guió estava una mica antiquat i va aconseguir que Gianfranco Manfredi s'hi unís per donar a la pel·lícula un enquadrament més modern. Els seus canvis en el guió van canviar la ubicació de Venècia a Budapest.

## Llançament
Il nido del ragno va ser distribuït a Itàlia per Medusa/Penta Film el 25 d'agost de 1988.

## Recepció
A partir de crítiques retrospectives, al seu llibre sobre pel·lícules de terror dels anys vuitanta, Scott Aaron Stine va afirmar que, tot i que les escenes cruentes no comencen fins als 40 minuts de la pel·lícula, era una "pel·lícula de terror atractiva i bellament escenificada". comparant escenes amb l'obra de Dario Argento i Mario Bava. Louis Paul va comentar la pel·lícula al seu llibre sobre directors de cinema de terror italians, declarant la pel·lícula "una de les pel·lícules de terror italianes modernes més obscures i atmosfèriques".